# Effection
Effection A/S er et dansk trykkeri- og markedsføringsvirksomhed med hovedkvarter i Måløv. Virksomheden hjælper virksomheder med konceptudvikling, design og produktion af markedsføringsmateriale. De fokuserer især på tryksager, skilte og udsmykninger. Effection er et datterselskab til DGJ Invest, som har flere ejere. I 2024 havde selskabet ca. 200 ansatte.

## Historie
H. Vangsgaard Reklame A/S blev etableret i 1991. I 2017 skiftede de navn til BrandFactory Danmark. Navnet Effection blev indført i 2022.